# Modibo Keita (1942-2021)
Modibo Keita (Koulikoro, 31 de julio de 1942-2 de enero de 2021) fue un político maliense. Fue primer ministro de Malí en dos ocasiones: entre marzo y junio de 2002 y, desde enero de 2015 hasta abril de 2017.

## Biografía
En 1983, obtuvo un doctorado en ciencias sociales. Ejerció diferentes puestos en el gobierno, como embajador y secretario general de la presidencia, así como ministro de Relaciones Exteriores durante el gobierno de Moussa Traoré.
En abril de 2014, el presidente Ibrahim Boubacar Keïta lo nombró como "alto representante" para las negociaciones de paz de Argel entre el gobierno y los grupos armados en el norte de Malí. El 8 de enero de 2015, el presidente Keïta lo designó como primer ministro, en reemplazo de Moussa Mara. El 7 de abril de 2017, Modibo presentó su renuncia.
Falleció el 2 de enero de 2021 a los 78 años de edad.